# Шехзаде Махмуд (сын Баязида II)
Шехзаде́ Махму́д (тур. Şеhzadе Mahmud; 1475/1476 — 1507) — сын османского султана Баязида II.

## Биография
Мухмуд родился в 1475 или 1476 и был сыном султана Баязида II по разным данным от неизвестной по имени наложницы или же от Бюльбюль-хатун.
Махмуд последовательно служил губернатором Сарухана и Кастамону. Имел троих сыновей, Эмира, Мусу и Орхана (казнены 16 декабря 1512), и двух дочерей, Айше и Фатьму (ум. 1532/1533).
Сам Махмуд был казнён в 1507 году.